# Męczennica olbrzymia

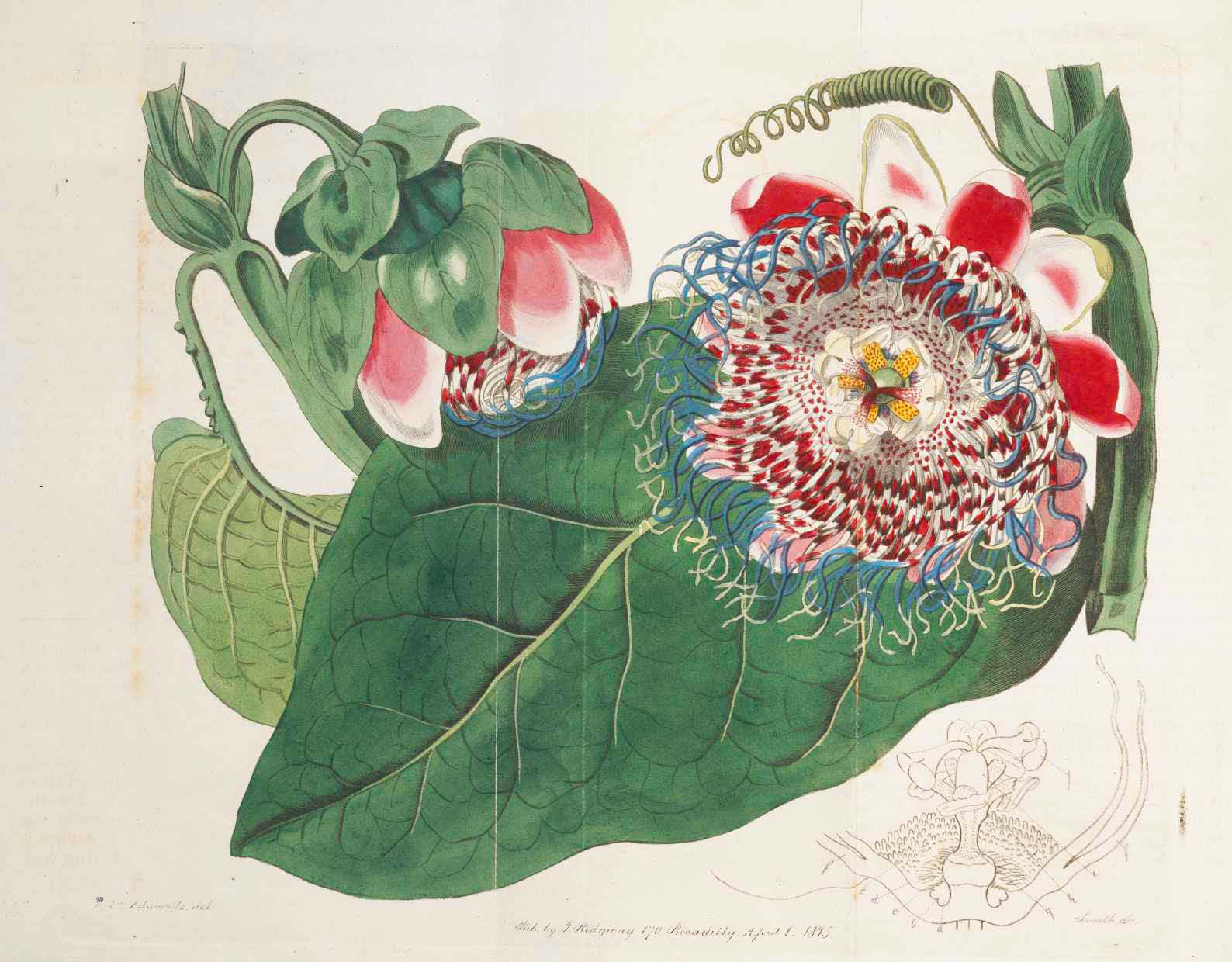
Morfologia

Męczennica olbrzymia (Passiflora quadrangularis) – gatunek rośliny z rodziny męczennicowatych. Występuje w Ameryce podzwrotnikowej (południowej), głównie w Brazylii. Ze względu na swoje dekoracyjne kwiaty, pnącze to często uprawiane jest w cieplejszych krajach jako roślina doniczkowa.

## Nazewnictwo
Nazwa łacińska pochodzi od słowa passio, oznaczającego cierpienie oraz flos – kwiat. Roślinę nazwali tak w początkach XVIII misjonarze Ameryki Południowej. 5 pręcików ma symbolizować pięć ran Chrystusa; trójdzielne znamię słupka – gwoździe, którymi został przybity do krzyża, a szyjka słupka oznacza ramię krzyża. 5 działek i 5 płatków kielicha to 10 apostołów obecnych przy ukrzyżowaniu Chrystusa, zaś postrzępiony przykoronek to korona cierniowa. Analogie na ten temat szły jednak jeszcze dalej: kształt liści przypomina grot włóczni, którą przebito bok Jezusa. Ciemne plamki na spodzie liści to trzydzieści srebrników, jakie otrzymał Judasz za zdradzenie Jezusa.

## Morfologia

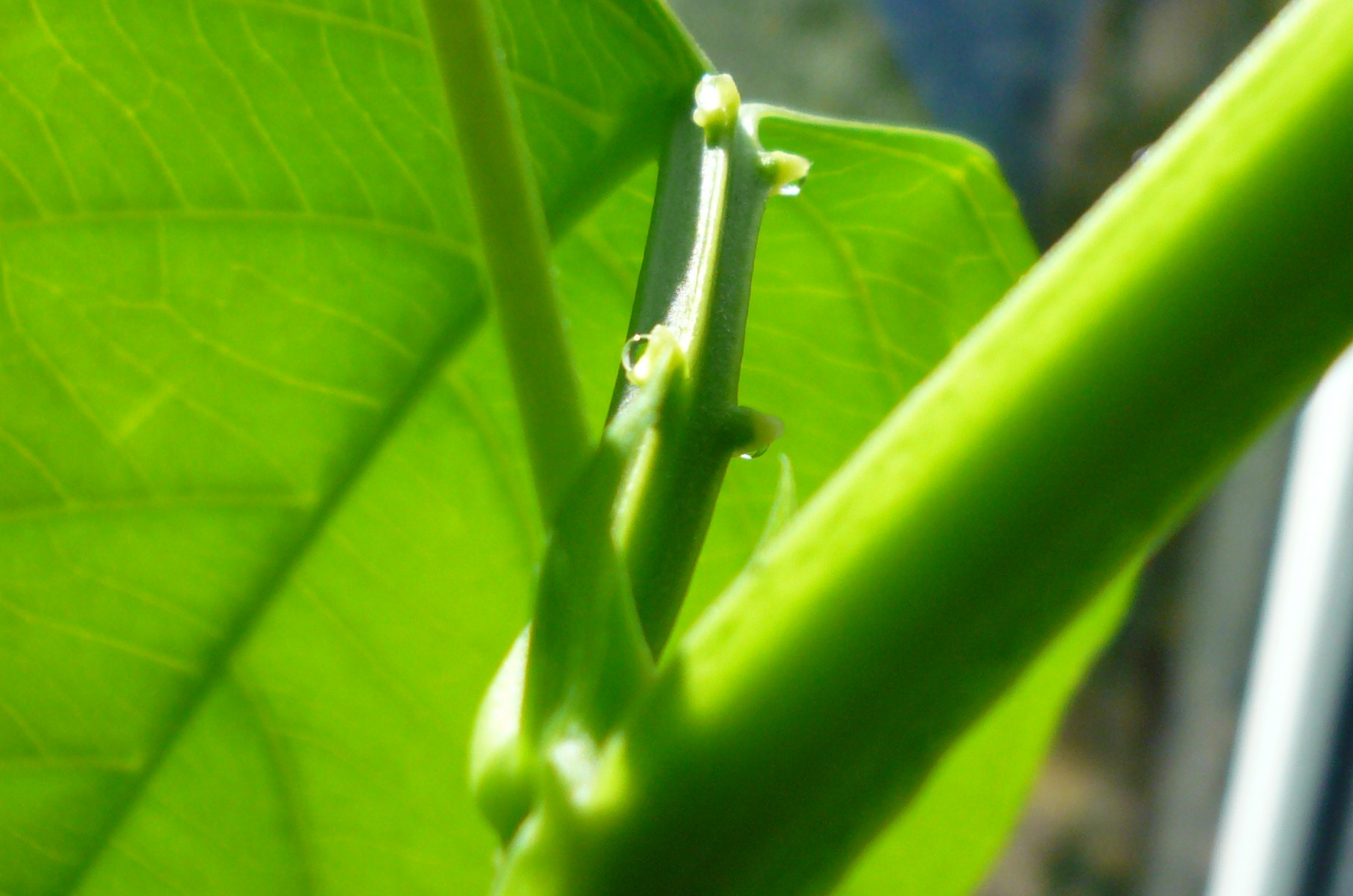
Ogonek liściowy męczennicy olbrzymiej z miodnikami

PokrójPnącze o długości dochodzącej do 40 m w swoim naturalnym środowisku. Uprawiana jako roślina doniczkowa osiąga długość 3 m. Pędy 4-kanciaste, stąd nazwa łacińska gatunku – quadrangularis.
LiścieNaprzemianległe, szerokosercowate do eliptycznych. Na ogonkach znajdują się pozakwiatowe miodniki, wydzielające nektar wabiący mrówki, które z kolei przyczyniają się do ochrony rośliny przed roślinożercami.
KwiatyWyrastają pojedynczo w kątach liści i otoczone są od dołu 3-listkową okrywą. Korona czerwona o średnicy 6–8 cm. Mają silnie rozwinięte dno kwiatowe, 5-działkowy kielich, 5-płatkową koronę i składający się z 3 okółków przykoronek. Najbardziej zewnętrzny z tych okółków ma postać nitek, wewnętrzny zaś przylega do androgyneforu, na szczycie którego znajduje się 5 pręcików otaczających 1 słupek z trójdzielnym znamieniem.
OwoceDuża, soczysta, aromatyczna jagoda o długości 12–35 cm. Owoce są jadalne, miąższ biały, kwaskowaty. Liczne szare nasiona ze szklistobiałą osnówką.

## Obecność w kulturze

### Filatelistyka
Poczta Polska wyemitowała 15 maja 1968 r. znaczek pocztowy przedstawiający męczennicę olbrzymią o nominale 20 gr, w serii Kwiaty. Druk w technice offsetowej na papierze kredowym. Autorem projektu znaczka był Tadeusz Michaluk. Znaczek pozostawał w obiegu do 31 grudnia 1994 r..